# Stefano Vanzina
Stefano Vanzina, känd under artistnamnet Steno, född 19 januari 1917 i Rom, död 13 mars 1988 i samma stad, var en italiensk manusförfattare och filmregissör.

## Filmografi i urval
- 1949 – Den lede har livat (regi)
- 1951 – Guardie e ladri (manus och regi)
- 1951 – Skandal i romerska badet (manus)
- 1952 – Totò a colori (manus och regi)
- 1954 – Un americano a Roma (manus och regi)
- 1967 – Den vilda nazistjakten (regi)
- 1971 – Guldsonen (regi)
- 1972 – La polizia ringrazia (manus och regi)
- 1973 – Flatfoot - stan's tuffaste snut (regi)
- 1975 – Kalabalik i Fjärran Östern (manus och regi)
- 1977 – Knock-out snuten (regi)
- 1982 – Banana Joe (manus och regi)